# Deutsch-türkisches Kino

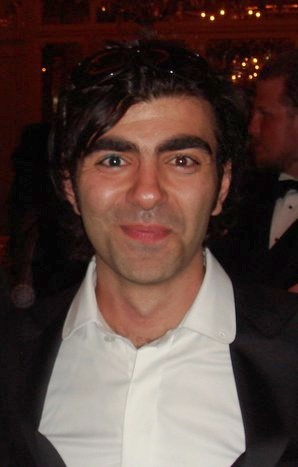
Fatih Akın: bedeutender deutschtürkischer Filmemacher (2008 in Cannes)

Der Begriff deutsch-türkisches Kino (auch türkisch-deutsches Kino, türkisch-deutscher Film oder deutsch-türkischer Film) ist ein Hilfsterminus aus der Filmwissenschaft. Er beschreibt in erster Linie ein Kino der aus der türkischen Einwanderergruppe im deutschsprachigen Raum hervorgegangenen Filmemacher. Darüber hinaus werden zur Geschichte des deutsch-türkischen Kinos auch Filme aus dem deutschen Sprachraum mit inhaltlichem Schwerpunkt auf deutsch-türkischen Phänomenen gerechnet, gleich welcher Herkunft oder Abstammung die Filmemacher sind.
In den 1970er und 1980er Jahren hat das noch kaum zu verortende Kino deutsch-türkischer Themen bis auf wenige Ausnahmen nur problemorientierte Filme „über Migranten“ hervorgebracht und selbst frühe Werke im deutschsprachigen Raum lebender türkischer Filmschaffender sind eher einem „Betroffenheitskino“ zuzuordnen. Erst in den ausgehenden 1990er Jahren setzte vor allem in der Bundesrepublik eine rege und vielfältige Produktion ab diesem Zeitpunkt auch sogenannter deutsch-türkischer Filme ein. Diese stammten vornehmlich von Filmemachern aus der zweiten Generation türkischer Einwanderer, die mit Fatih Akin einen auch international anerkannten deutschen Regisseur hervorgebracht hat.

## Begriffsbestimmung
Kein homogenes „deutsch-türkisches Kino“
Dem australischen Filmwissenschaftler Roger Hillman zufolge ist der deutsch-türkische Film im Laufe der Neunzigerjahre des 20. Jahrhunderts zu einem feststehenden Begriff geworden. Laut einer vom Deutschen Filminstitut herausgegebenen Einschätzung ist er sowohl als „Teil eines internationalen Phänomens, des Cinema du métissage“ (deutsch ‚Kino der doppelten Kulturen‘) „als auch (als) Zeichen für ein neues selbstbewusstes Auftreten der Türken innerhalb der deutschen Kulturszene“ zu sehen.

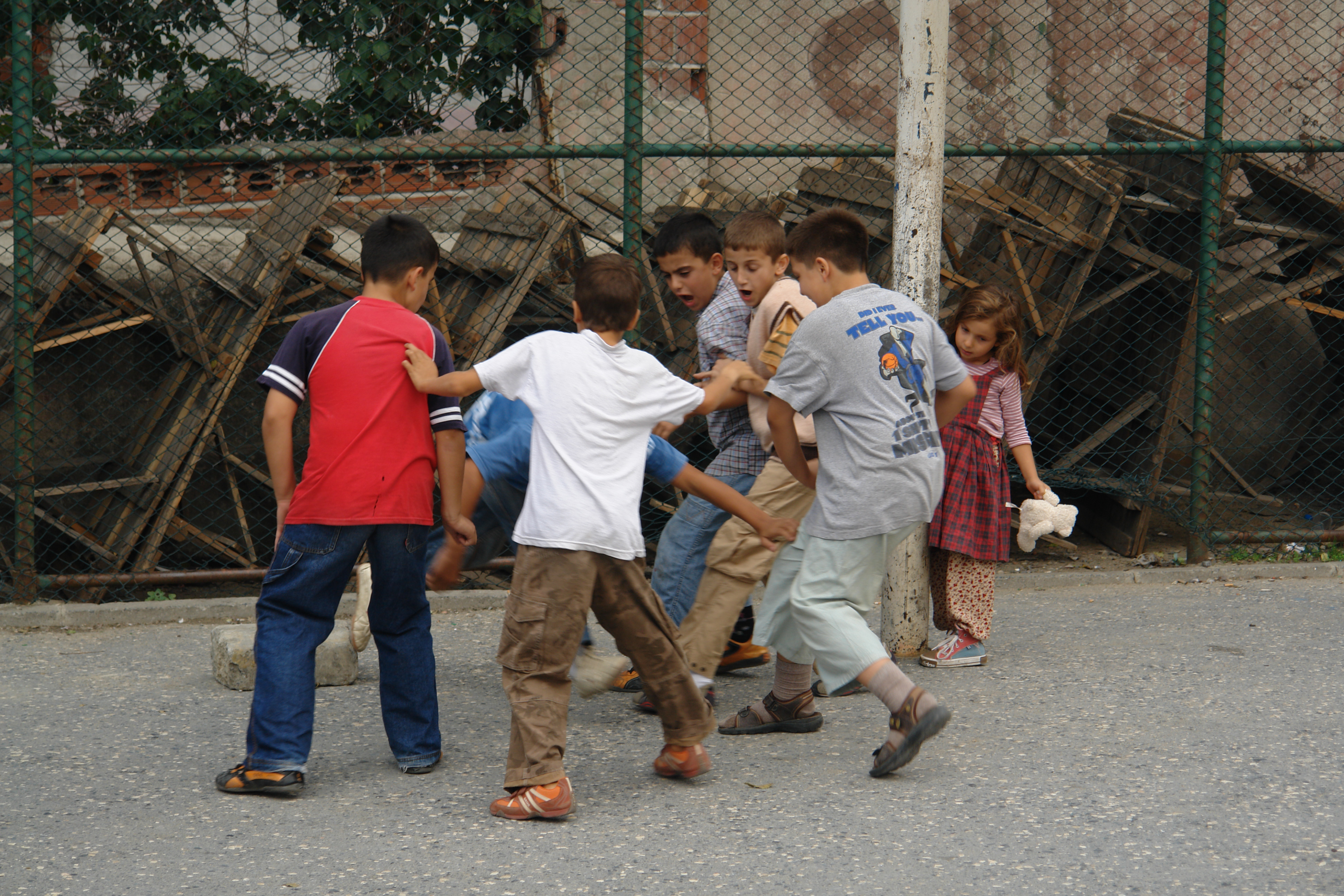
Bende Sıra (2007)

Abgesehen von der eingangs vorgenommenen ethnischen Eingrenzung entzieht sich nach aktuellem Forschungsstand das deutsch-türkische Kino einer pointierten Definition, da es Claus Löser folgend inzwischen „quantitativ wie qualitativ […] viel zu komplex“ sei, „um als Ganzes mit wenigen Sätzen oder Kapiteln umschrieben werden zu können“. Gemeinsam waren den Werken von Filmemachern in Deutschland mit türkischem Migrationshintergrund lange Zeit die wie auch immer geartete Umsetzung ihres interkulturellen Hintergrundes für ihre Filmarbeit, doch auch diese ist heute nicht mehr zwingend. So sind es neben den im Vordergrund stehenden deutsch-türkischen Themen häufig eben auch rein deutsche, zum Beispiel in Lautlos (2004) von Mennan Yapo, oder rein türkische, wie in dem mehrfach prämierten Kurzfilm Bende Sıra (2007) einer Berliner Bühnenbildnerin, die das Kino der Filmemacher mit türkischem Migrationshintergrund prägen.
Letztlich ist der Terminus als „Hilfsbegriff“ anzusehen, der es der Filmwissenschaft ermöglicht, das relativ junge, aber stark präsente Phänomen eines Kinos türkischstämmiger Filmemacher vor allem in Deutschland ab den 1990er Jahren einzuordnen und dabei inzwischen nicht mehr passende Begrifflichkeiten wie Migranten- oder Gastarbeiterkino zu vermeiden. Die Schaffung dieses neuen Begriffs betont die Unterschiede zum herkömmlichen deutschen Kino wie auch zum früheren Einwandererkino. In der Hauptsache wird das Kino türkischer- oder türkischstämmiger Filmemacher im deutschen Sprachraum unter den jeweiligen Nationalkinos subsumiert sowie unter der derzeit weltweiten Erscheinung eines „transnationalen Kinos“.
Die Frage danach, ob abseits dieser Überlegungen eher die Bezeichnung „deutsch-türkischer“ oder „türkisch-deutscher“ Film zu verwenden sei, ist ungeklärt. Das Projekt „Migrant and Diasporic Cinema in Contemporary Europe“ registrierte in der internationalen Fachliteratur der letzten Jahre aber eine ansteigende Favorisierung der Begriffsvariante „Turkish-German cinema“, also „türkisch-deutsches Kino“, gegenüber dem auf das Ganze gesehen immer noch am häufigsten gebrauchten „deutsch-türkischen Kino“.

## Phasen und Tendenzen des deutsch-türkischen Films
Vom Problemfilm zur Culture-Clash-Komödie
Bis heute sind grob zwei Entwicklungsphasen des Kinos deutsch-türkischer Themen zu unterscheiden. Die erste stellt das allerdings höchst selten stattfindende Kino „über Migranten“ in den 1970er und 1980er Jahren dar. In dieser Phase des Neuen Deutschen Films waren die Produktionen vor allem ein Problemkino deutscher Regisseure und Autoren, aber auch die frühen Arbeiten erster Künstler türkischer Herkunft widmen sich zu dieser Zeit denselben Themenkreisen. Während sie in den 1970ern zentral das Problem der Fremdheit ansprachen (vgl. auch die 1976 entstandene Fernsehfassung von Was will Niyazi in der Naunynstraße?), rückte in den 1980ern das Problem der Unterdrückung insbesondere mit „türkischen Frauen als Opfer“ in den Vordergrund. Zu einem Paradigmenwechsel kommt es erst in den 1990er Jahren, als die zweite Generation türkischer Einwanderer in Deutschland (übrigens Männer wie Frauen) beginnt, die „Deutschtürken“-Darstellung im deutschen Film stärker zu dominieren. Das Thema der direkten Migration rückt dabei in den Hintergrund, wird allenfalls aus einer rückblickenden Perspektive, z. B. im Dokumentarfilm, erzählt. Der in den Jahrzehnten zuvor präferierten problemorientierten Darstellung gesellen sich alle denkbaren weiteren Blickwinkel und Genres hinzu. Im Besonderen ist hierbei die Entstehung der deutschen „Culture-Clash-Komödie“ zu erwähnen, einer Spielart des Films, die es in der Bundesrepublik bis dahin noch gar nicht gab. In letzter Zeit ist dann die Beteiligung türkischstämmiger Filmschaffender aus dem deutschsprachigen Raum auch an Produktionen der Türkei als ein neues Phänomen in der Entwicklung des Gegenstands zu beobachten.

### Problemorientierte Darstellungen in den 1970er und 1980er Jahren

#### Anfänge des deutschen Autorenkinos
Bald nach Einsetzen der Arbeitsmigration aus der Türkei in die Bundesrepublik Deutschland Anfang der 1960er Jahre begannen sich Türken in Deutschland über literarische Arbeit und Theater auch gegenüber der Mehrheitsgesellschaft künstlerisch zu artikulieren. Der deutsche Film blieb von solchen Erscheinungen jedoch zunächst noch weitgehend unberührt:

„Eine als türkisch identifizierbare Stimme innerhalb des deutschen Kinos gab es bis in die Mitte der 1980er-Jahre ebenso wenig wie die anderer Ethnien. Mehr noch: das Thema interkultureller Konfrontation und Integration kam im bundesdeutschen Film über Jahrzehnte quasi nicht vor.“

Ganz unten (1986)

Diesbezüglich auszunehmen sind nur wenige Filme wie der 1975 produzierte Fernsehfilm Shirins Hochzeit, insbesondere weil bei diesem neben der Hauptautorin Helma Sanders-Brahms der damals gerade als „Stimme der türkischen Gastarbeiter in Deutschland“ bekannt gewordene Schriftsteller Aras Ören Anteil am Drehbuch hatte. Andere Beispiele sind Rainer Werner Fassbinders ein Jahr zuvor gedrehter Film Angst essen Seele auf, dessen Arbeitstitel Alle Türken heißen Ali war, das deutsch-türkische Liebesdrama Zuhaus unter Fremden (1979) von Peter Keglevic (in den Hauptrollen Herbert Grönemeyer und die spätere Regisseurin Aysun Bademsoy) und Rüdiger Nüchterns Jugendfilm Nacht der Wölfe (1981), der mit jugendlichen türkischen und deutschen Schauspielern besetzt einen Streit rivalisierender Jugendbanden realistisch darzustellen versuchte. In der 1983 ausgestrahlten Familienserie Unsere Nachbarn, die Baltas wird eine türkische Familie in Deutschland dargestellt. Ebenso gehören die Dokumentarfilme Hans A. Guttners Alamanya, Alamanya (1979) und Im Niemandsland (1983) mit ihrem Erzähler Erdal Merdan, der 1975 schon die Hauptrolle in der umstrittenen ersten Tatortfolge zur Migrationsthematik gespielt hatte und Die Kümmeltürkin geht (1984), eine Art Vorbote von Günter Wallraffs 1986 gleichsam verfilmten Sachbuchwelterfolg Ganz unten, sowie der im gleichen Jahr erschienene Kinderfilm Gülibik, der laut Lexikon des internationalen Films in der Lage war, dem deutschen Publikum „die uns noch immer fremde Kultur türkischer Arbeitskollegen und Schulkameraden“ nahezubringen und der Thriller Feuer für den großen Drachen (1984) zum Thema Ausländerhass und Rassismus zu den raren deutschen Filme dieser Zeit, die sich in irgendeiner Form der Thematik annahmen. Derweil gab es an deutschen Filmhochschulen längst schon die ersten türkischstämmigen Regiestudenten, die begannen sich ihren kulturellen Hintergrund für ihre Arbeiten zunutze zu machen, zum Beispiel Sema Poyraz, deren kaum bekanntgewordener Abschlussfilm an der Deutschen Film- und Fernsehakademie Berlin Gölge – Zukunft der Liebe (1980) über das Aufwachsen eines Gastarbeiterkindes in Berlin-Kreuzberg eine frühe Regiearbeit einer Türkin in Deutschland darstellt und als „Gründungsfilm des türkisch-deutschen Kinos“ gelten kann.

#### Wichtige Werke des Migranten- und Migrationskinos

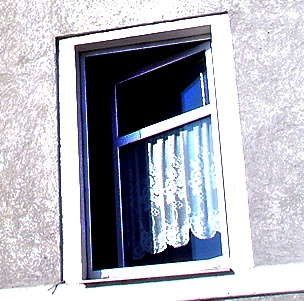
40 qm Deutschland (1986)

1985 sorgte dann Tevfik Başers 40 qm Deutschland für internationales Aufsehen. Das vom Regisseur geschriebene und mitproduzierte Werk wurde zum ersten weithin beachteten Film eines türkischstämmigen Regisseurs in Deutschland und wird rückblickend häufig als Ausgangspunkt eines deutsch-türkischen Kinos gesehen. Er erhielt 1986 u. a. den Silberneren Leoparden des Internationalen Filmfestivals von Locarno und Preise und Nominierungen beim Bundesfilmpreis, u. a. als „bester Film“. Allerdings blieb 40 qm Deutschland in der deutschen Filmlandschaft vorerst eine Einzelerscheinung:

„was als Startschuss für neue Tendenzen eines multi-ethnisch geprägten deutschen Kinos hätte fungieren können, [war] innerhalb weniger Jahre scheinbar ungehört verpufft […]. Basers Impuls reichte nicht zur Initiation einer Bewegung, begründete keine Schule und zog nicht einmal Nachahmer auf sich.“

Zuvor waren von Deutschland aus schon einige Exilproduktionen türkischer Filmemacher realisiert worden, die sich mit speziellen die Türkei betreffenden gesellschaftlichen Themen beschäftigten. Diese zumeist in Koproduktion mit weiteren Ländern entstandenen Filme wurden in erster Linie als türkische wahrgenommen, so unter anderem Şerif Görens preisgekrönte Produktion Yol – Der Weg (1982). Lange Zeit in Deutschland wirkte Erden Kıral, der hier in den 1980er und 1990er Jahren ein halbes Dutzend zum Teil beachteter Filme fertigstellte, die in deutschen Fassungen aufgeführt wurden.
Doch auch das Rolleninventar des Films deutscher Filmemacher und deutscher Fernsehserien begann sich nun allmählich zu wandeln, insofern, als türkische Figuren begannen, Normalität in deutschen Produktionen zu werden.
Außerhalb der spezifischen Auseinandersetzung mit deutsch-türkischen Themen blieben die „Ausländerrollen“ im deutschen Film freilich weiterhin von Klischees bestimmt. Der nächste Markpunkt eines differenzierenden deutsch-türkischen Kinos ist Hark Bohms sorgfältig recherchierter Jugendfilm Yasemin (1988), für den der Regisseur eine Zeitlang mit Türken in Deutschland zusammenlebte. Die mit zahlreichen Preisen ausgezeichnete Arbeit war insbesondere auch ein kommerzieller Erfolg und führte, nachdem 1985 schon Özay Fecht für ihre Darstellung der Turna in 40 qm Deutschland mit dem deutschen Filmpreis ausgezeichnet wurde, zu einer zweiten Verleihung des renommierten Preises an eine Schauspielerin mit türkischen Wurzeln (Ayşe Romey). Auch die Arbeit Tevfik Başers sorgte weiterhin für Aufmerksamkeit. Seine Saliha-Scheinhardt-Verfilmung Abschied vom falschen Paradies (1989) brachte ihm eine weitere Nominierung beim Deutschen Filmpreis ein. Wiederum ausgezeichnet wurde seine Hauptdarstellerin – bei diesem Film mit Zuhal Olcay eine Künstlerin aus der Türkei. Schon im Jahr darauf begann Başer sein nächstes Filmprojekt, Lebewohl Fremde (1993), zu realisieren, dem allerdings keine vergleichbaren Erfolge mehr beschieden waren.
Ein tatsächliches deutsch-türkisches Kino gab es zu dieser Zeit immer noch nicht, obwohl es dem Schweizer Xavier Koller 1991 gelang, weltweit auf die Existenz eines deutsch- und türkischsprachigen Films in Europa aufmerksam zu machen, als er für Reise der Hoffnung überraschend den Oscar für den besten fremdsprachigen Film gewann. An der Produktion von Reise der Hoffnung waren der türkische Filmemacher Serif Gören und der in Köln lebende Filmeditor Galip İyitanır beteiligt. Die wenigen Erfolge der deutsch-türkischen Themen im deutschsprachigen Kino dürfen auch nicht darüber hinwegtäuschen, dass selbst diese Filme letztlich nur einseitige Vorstellungen über Migranten in Deutschland transportierten, ebenso wie es schon das Kunstkino von Exilanten wie Yılmaz Güney tat, was bis dahin das einzige war, was man in Deutschland überhaupt aus der Türkei zu sehen bekam: Türkische Migranten hatten de facto nur eine Chance, in Deutschland gezeigten Filmen vorzukommen, nämlich als Problem.

„Anders als in Frankreich und Großbritannien, wo es schon Mitte der achtziger Jahre eine rege Produktion von Emigrantenfilmen gab, die spannend und lustig über ihr Leben erzählten, dominierte in der Bundesrepublik der düstere, traurige Blick auf die fremde Kultur.“

#### Sonderfall Komödie
Eine Komödie mit spezifischer türkisch-deutscher Thematik erschien in Deutschland erstmals 1988 auf den Leinwänden. Sie hieß Vatanyolu – Die Heimreise. Der seitens der Bundesrepublik Deutschland geförderte Film von Filmemachern aus der Türkei (Enis Günay und Rasim Konyar) blieb insofern der vorherrschenden problemorientierten Sichtweise verhaftet, indem er sich dem Thema „Rückkehr in das Herkunftsland“ kritisch annahm. Im selben Jahr war mit dem Kemal-Sunal-Streifen Polizei eine halb deutsch-, halb türkischsprachige Komödie, die von Serif Gören in Deutschland gedreht wurde, in türkischen Lichtspielhäusern zu sehen. Der türkische Film hatte sich der Migrationsthematik bereits seit den frühen 1970er Jahren komödiantisch genähert. Die nächste in deutschen Kinos gezeigte deutsch-türkische Komödie Berlin in Berlin (1993) stammte wiederum von einem in der Türkei lebenden Regisseur. Sie parodierte das deutsche Migrantenkino der 1980er Jahre, indem sie den Blickwinkel einfach umdrehte: ein Deutscher lebt in Berlin auf „4 Quadratmetern Türkei“. 1996 zeigte das ZDF dann Görens Polizei-Komödie erstmals einem deutschen Publikum.
Unter deutscher Federführung war derweil Happy Birthday, Türke! (1991) von Doris Dörrie nach dem Roman von Jakob Arjouni „der erste Film, der die klaren Stereotypen und Klischees ironisch kommentierte und unterlief“, gewesen, dies allerdings noch weniger in Form einer Komödie, sondern vielmehr als tristeste deutsche Film-noir-Adaption.

### Filme aus interkulturellem Blickwinkel

#### Erste Artikulationen der zweiten Generation im Kurz- und Dokumentarfilm
Die ab 1989 in Deutschland stattfindenden Gründungen deutsch-türkischer Filmtage und Festivals förderten neben dem türkischen Film in Deutschland, der in den 1990er Jahren sogar den Weg bis in die deutschen Multiplex-Kinos fand, insbesondere auch junge türkischstämmige Filmemacher in der Bundesrepublik. Zu den ersten, die aus diesem Zusammenhang auf sich aufmerksam machen konnten, gehörte Yılmaz Arslan, der 1992 mit seinem Erstlingswerk Langer Gang internationale Preise gewann. Ab 1993/1994 begannen dann schließlich eine ganze Reihe junger Filmemacher mit türkischen Wurzeln, häufig Filmstudenten aus der zweiten Generation türkischer Gastarbeiter, zunächst vornehmlich mit Kurzfilmen und kürzeren Langfilmen auf deutschen Filmfestivals erfolgreich zu sein. Zu ihnen gehören Thomas Arslan, Ayşe Polat, Buket Alakuş, Aysun Bademsoy, Ayhan Salar, Hatice Ayten und Seyhan Derin. Auch Fatih Akın hatte zu dieser Zeit gerade sein Studium bei Hark Bohm aufgenommen und debütierte zeitnah mit einem Kurzfilm (Sensin – Du bist es!, 1995).
Die Inhalte dieser Filme haben meist deutlich erkennbar, doch häufig auch auf völlig unterschiedliche Weisen, mit dem bikulturellen Hintergrund der Filmschaffenden zu tun. Seyhan Derins deutsch-türkische Familiengeschichte Ich bin die Tochter meiner Mutter (1996) kommt beispielsweise zweisprachig daher, genauso wie Fatih Akıns Romanze Sensin (1995). Letztgenannter ist dabei aber im Gegensatz zu Derins Film nicht zwingend auf deutsch-türkische Protagonisten angelegt. Aysun Bademsoy nutzt ihren türkischen Hintergrund auf noch andere Weise, indem sie mit Mädchen am Ball (1995) den Werdegang einer türkischen Frauenfußballmannschaft in Deutschland dokumentiert. Thomas Arslans Frühwerke Im Sommer – Die sichtbare Welt (1992) und Mach die Musik leiser (1994) haben scheinbar noch nichts mit seiner binationalen Herkunft zu tun, doch ab Geschwister – Kardeşler (mit Kool Savas, 1996) beginnt sich der Sohn einer Deutschen und eines Türken dafür umso intensiver mit deutsch-türkischen Lebensrealitäten auseinanderzusetzen.
Die Abkehr vom schwermütigen „Migrantenkino“ der 1980er heißt aber nicht, dass dort noch angesprochene Probleme künftig ausgespart werden: Serap Berrakkarasu filmte beispielsweise über arrangierte Hochzeiten und Gewalt in der Ehe (Töchter zweier Welten, 1991). Der Unterschied zu früheren Darstellungen ist ein neuer Blick auf die Dinge, der sich hier zum Beispiel darin ausdrückt, dass „kein Opfertum zelebriert“, sondern nach neuen Wegen zwischen den Generationen und Kulturen gesucht wird. Gleiches gilt für Ayhan Salars dokumentarische Frühwerke In fremder Erde und Totentraum (1995). Dieser „andere Blick“ auf deutsche wie türkische Realitäten, der in der Zukunft häufig als hervorstechendes Spezifikum des deutsch-türkischen oder türkisch-deutschen Kinos genannt werden wird, wirkt sich auch in den fiktionalen Spielfilmen der jungen Filmemacher aus: das Multikulturalismusspektakel ist vorbei, der Blick liegt jetzt mehr auf den kleinen Dingen des Alltags – in gewisser Weise hat also Normalität Einzug in die Darstellung erhalten:

„Weil die Filme der türkisch-deutschen Regisseure aus direkter Erfahrung entstanden, konnten sie ganz auf Rhetorik und Didaktik verzichten. So entstand ein Kino des genauen Blicks.“

Im Vergleich mit Werken wie 40 qm Deutschland sieht Rob Burns hier überdies eine Entwicklung, die wegweist von einem Kino der kulturellen Schranken – der Weg deutschtürkischer Filmemacher führe vielmehr in ein „transnationales Kino“.

#### „Deutsch-türkisches Kino“ wird evident

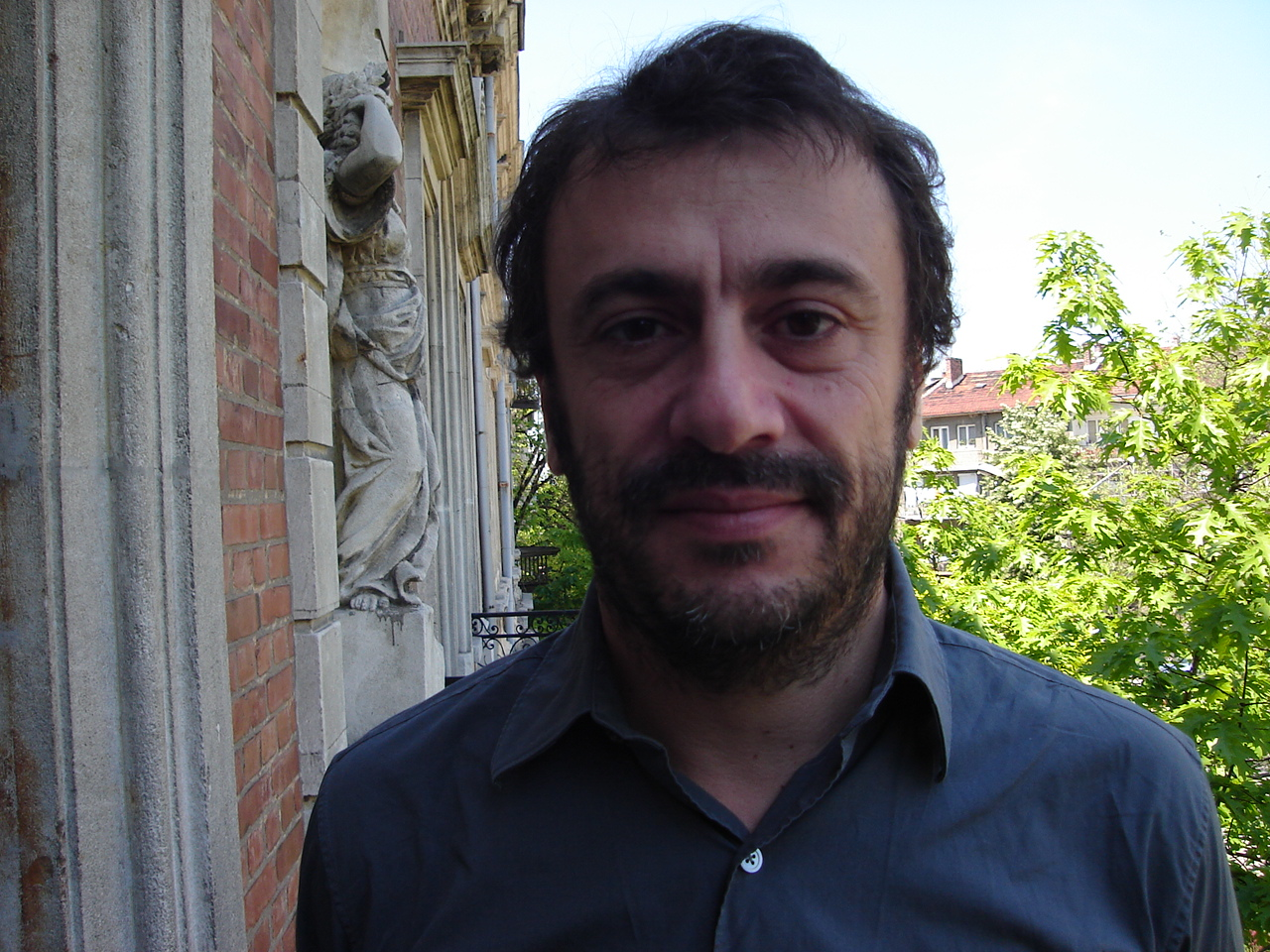
Kutluğ Ataman: Lola und Bilidikid (1999)

Ende der 1990er Jahre fanden dann eine ganze Reihe langer Spielfilme türkischstämmiger Filmemacher den Weg in deutsche Kinos und erhielten größeren Zuspruch sowohl beim Publikum als auch der Kritik. Vor allem in Hamburg und Berlin gelang es der neuen Generation von Filmschaffenden, nicht selten unterstützt von der Redaktion „Das kleine Fernsehspiel“ des ZDF, sich mehr und mehr zu profilieren. Fatih Akın drehte nach einem weiteren Kurzfilm (Getürkt, 1996) mit Kurz und schmerzlos (1998), der auch mehrere renommierte Filmpreise erhielt, einen kleinen Publikumserfolg mit 80.000 Zuschauern im deutschen Kino, was dem Filmemacher die Türen für aufwändigere Projekte öffnete. Auch Yüksel Yavuz’ hoch gelobter Film Aprilkinder (1998) war beim Publikum immerhin so erfolgreich, dass er eine VHS-Veröffentlichung nach sich zog. Der türkische Regisseur Kutluğ Ataman realisierte mit Lola und Bilidikid (1999) mit deutschen Schauspielern und Geldgebern einen international beachteten Spielfilm über homosexuelle Migranten in Berlin, der zum Kultfilm avancierte. Thomas Arslan konnte sich 1999 mit Dealer, dem zweiten Teil seiner 1996 begonnenen Berlin-Trilogie über junge Berliner Türken, als einer der hoffnungsvollsten Vertreter des jungen deutschen Autorenkinos profilieren und gewann Preise bei den Internationalen Filmfestspielen von Berlin.

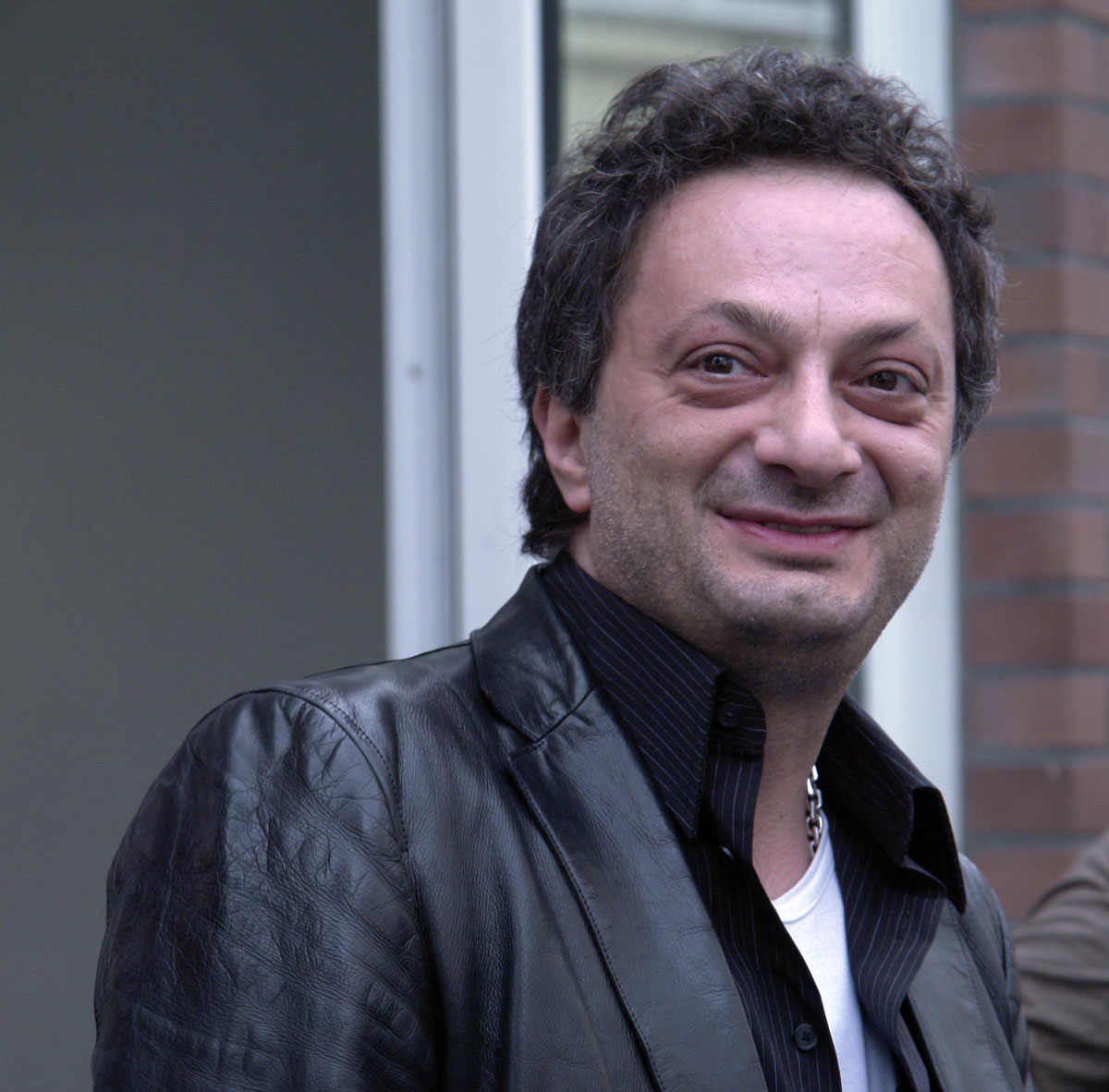
Feridun Zaimoğlu: Kanak Attack (2000)

Die Themenwahl der in Deutschland lebenden, plötzlich so erfolgreichen Filmemacher wies größere Schnittmengen auf: Sowohl Arslans als auch Akıns Filmerfolg können als – wenn auch unterschiedlich angelegte – Studien eines kleinkriminellen migrantischen Milieus bezeichnet werden. Schon in Aprilkinder war das Abrutschen eines jungen Deutschtürken in die Kleinkriminalität ein Thema gewesen; dieses Thema wurde im Jahr 2000 auch im Film Kanak Attack (nach einem Buch von Feridun Zaimoglu), der sich gleichfalls gut im deutschen Kino positionieren konnte, wieder aufgegriffen und selbst einer der ersten stärker beachteten Spielfilme einer weiblichen Regisseurin des deutsch-türkischen Films, Buket Alakuş’s Anam (2001), war im kriminellen Drogenmilieu angesiedelt. Der aus der Berliner Theaterszene stammende Hussi Kutlucan, welcher als Hauptdarsteller, Autor und Regisseur eines Langfilms mit Sommer in Mezra (1992) debütiert hatte, thematisierte dagegen in Ich Chef, Du Turnschuh (1998), die aktuelle Situation von Asylbewerbern in Deutschland und nahm diese als Anlass für eine Komödie, ähnlich übrigens wie der zur selben Zeit entstandene österreichisch-türkische Spielfilm Geboren in Absurdistan (1999), der sich humorvoll mit einer Abschiebung beschäftigte. Der Film erhielt im Jahr 2000 zwar u. a. den Grimme-Preis, blieb aber der einzige der jungen deutsch-türkischen Filme, der keinen Kinoverleih fand. Die Filmwissenschaftlerin Deniz Göktürk vermutet, dass zu diesem Zeitpunkt der „Anarchismus der Berliner Subkultur […] offenbar noch nichts für das breite Publikum“ war.
Überschwängliche Reaktionen auf das geballte Aufkommen deutsch-türkischer Filmemacher in Deutschland und ihre Themen waren in der deutschen Filmkritik und Presse dagegen fortan keine Seltenheit:

„Die Türken kommen … Und sie geben dem deutschen Film genau das, wonach wir seit Jahren schreien: echte Typen, wahre Geschichten und neue Formen …“

Der seitens Kritik und Filmwissenschaft vorhandene Wunsch nach einer Einordnungsmöglichkeit für diese Phänomene führte alsbald zur Prägung des Begriffs vom „deutsch-türkischen Kino“:

„Geschichten über junge Türken der dritten Generation, über ihre Wünsche und Sehnsüchte, die Konflikte mit der eigenen Tradition und mit der Generation der Alten, die noch streng nach muslimischen Gesetzen leben. Filme türkischstämmiger Regisseure, so die einhellige Kritik, arbeiten sich variationsreich an diesen Themen ab – mit Geschichten, wie sie bisher noch nicht erzählt wurden und mit einer »exotischen« Anziehungskraft, mit der sie sich vom sonstigen Einerlei deutscher Produktionen abheben. Ein neues Genre war geboren und endlich eine neue Schublade beschriftet. […] Trotz aller Unterschiede haben alle diese Filme ihre spezifischen Gemeinsamkeiten, die sie nicht nur von anderen deutschen Filmen, sondern auch vom frühen ‚Gastarbeiterkino‘ unterscheiden.“

Auch Mark Terkessidis weist bereits 2000 in einer Analyse der Veränderungen der deutschsprachigen Kulturlandschaft durch Immigranten auf ein inzwischen entstandenes „deutsch-türkisches Kino“ hin.

#### Starkino und Kinostars: Ankommen im Mainstream

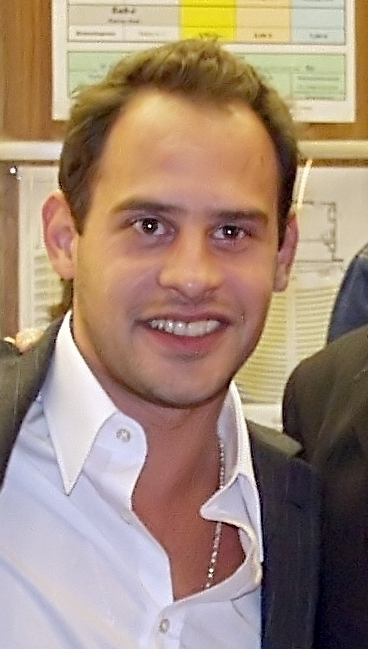
Moritz Bleibtreu: Im Juli (2000), Solino (2002), Chiko (2008)

Nachdem das Kino deutsch-türkischer Themen in Deutschland mainstream-tauglich geworden zu sein schien (auch der breite Massenerfolg von Erkan und Stefan, die sich zu dieser Zeit noch als deutsch-türkisches Duo ausgaben und die große Beliebtheit von Kaya Yanars Fernseh-Show Was guckst du?! (ab 2001) können als Indizien für eine inzwischen vorangeschrittene Akzeptanz von Kulturerzeugnissen aus der türkischen Einwandererszene gesehen werden), brachten diese Filme auch Filmstars hervor bzw. sie wurden von vornherein mit Stars besetzt. Mehmet Kurtuluş avancierte beispielsweise durch die Filme Akıns zu einem recht beliebten Schauspieler, der 2008 in der Folge Auf der Sonnenseite schließlich den ersten türkischstämmigen Tatort-Kommissar in der Geschichte der erfolgreichsten deutschen Fernsehkrimireihe geben durfte. Die RTL-Serie Sinan Toprak ist der Unbestechliche (2001) nach einer Idee von Orkun Ertener war der Start der internationalen Karriere Erol Sanders. Weitere ursprünglich aus dem deutsch-türkischen Kino dieser Zeit stammende bekannte deutsche Film- und Fernsehgesichter sind beispielsweise Birol Ünel, Nursel Köse, Tayfun Bademsoy und Erhan Emre. Bis heute konnten noch weitere Darsteller wie Tim Seyfi, Sibel Kekilli oder zuletzt Oktay Özdemir und Sophie Dal oder auch Sıla Şahin stärker auf sich aufmerksam machen.
Im Besonderen zur Popularisierung der Filme deutsch-türkischer Filmemacher in Deutschland haben nach 2000 jedoch die Mitwirkungen bereits etablierter deutscher Stars beigetragen, z. B. Moritz Bleibtreu, der seit 2000 immer wieder Hauptrollen in solchen Produktionen hatte, oder Christiane Paul in Fatih Akıns Im Juli (2000). Daniel Brühl erhielt u. a. für Züli Aladağs Elefantenherz (2001) den deutschen Filmpreis. Schauspieler mit türkischen Wurzeln, die zuvor unabhängig von einer spezifischen deutsch-türkischen Filmszene erfolgreich im deutschen Film spielten, begannen sich nun ebenfalls dem „Ethnokino“ zuzuwenden. Der seit 1994 in deutschen Comedy-Klamotten sehr bekannt gewordene Hilmi Sözer fing zum Beispiel um 2001 an bei türkischstämmigen Regisseuren wie Züli Aladag oder Yasemin Şamdereli zu spielen – hier vorwiegend ernste Rollen. Auch Ayşe Polat, inzwischen durch ihre Kurzfilme international bekannt geworden, kamen Sözers Starqualitäten bei ihrem ersten langen Film Auslandstournee (2000) zugute: die Bild-Zeitung erinnerte in einer Kritik an Rezensionen alter Sözer-Filme à la Voll normaaal (1994), indem sie werbewirksam eine „schräge Story, abgefahrene Sprüche, sympathische Typen, interessantes Milieu, tränenseliges Finale“ attestierte. Darüber hinaus sei der Film auch „eine wirksame Medizin gegen die dummen und bösartigen Vorurteile unserer Zeit“.
Auch Denis Moschitto, Sohn eines türkisch-italienischen Elternpaares, war zunächst im deutschen Film eine etablierte Größe, bevor er mit seiner Mitwirkung auch interkulturellen Filmarbeiten mit zum Erfolg verhalf.
Was die Filmemacher selbst anging, dürfte Fatih Akın schon nach seinem zweiten langen Film Im Juli mit Abstand den höchsten Bekanntheitsgrad unter den Filmkünstlern türkischer Abstammung in Deutschland erreicht haben. Spätestens nach dem hervorragenden Erfolg seines 2004 erschienenen Gegen die Wand (u. a. Goldener Bär, 5 Lolas in Gold, Europäischer Filmpreis, eine halbe Million Zuschauer allein in sieben Wochen im deutschen Kino, vergleichbar gute Aufnahme im Ausland) galt er für die allgemeine Presse als Inbegriff eines deutsch-türkischen oder gar migrantischen Kinos in Deutschland, was den negativen Nebeneffekt mit sich führte, dass filmische Leistungen anderer Migranten fast aus dem Blickwinkel der allgemeinen öffentlichen Berichterstattung verdrängt wurden, wovon sich selbst der zeitgenössische Fachkommentar bisweilen beeinflusst zeigte:

„Der Siegeszug des Spielfilms „Gegen die Wand“ und die damit einhergehende Euphorie täuschen bisweilen darüber hinweg, dass deutsch-türkische Filmemacher nach wie vor Ausnahmeerscheinungen verkörpern.“

Im selben Jahr hatte derweil der deutsche Kurzfilmemacher Mennan Yapo, ebenfalls Sohn türkischer Eltern, mit Lautlos (Hauptrollen: Joachim Król und Nadja Uhl) seinen ersten Langfilm gedreht, der im Gegensatz zu Gegen die Wand, welcher sich teilweise noch Zuschreibungen wie „Migrantenkino“ gefallen lassen musste, außer vielleicht in der Besetzung einiger Nebenrollen mit nichts auf einen wie auch immer gearteten interkulturellen Hintergrund hindeutete und somit wenig als Film eines „Türken in Deutschland“ wahrgenommen wurde. Eine ganze Reihe weiterer Deutschtürken und Deutschtürkinnen, wie z. B. Sülbiye Günar (Karamuk, 2002), hatten bereits in den Jahren zuvor mit Langfilmen Preise im In- und Ausland errungen. U. a. eine 2006 beendete wissenschaftliche Arbeit an der Universität Osnabrück kommt im Unterschied zu Löser zu dem Schluss, dass

„die neuen deutsch-türkischen Filmemacher thematisch, formatisch, von dem Stoff her, große Vielfalt und ihre Souveränität zeigen, aber nicht mehr die Ausnahme im deutschen Film sind.“

Immer neue Filmemacher kamen über das Stadium der Kurzfilmarbeit hinaus und machten international auf sich aufmerksam. Bülent Akıncı beispielsweise, der für Die letzten Bilder (1999) und Eine kleine Geschichte (2001) bereits national prämiert worden war, erhielt für seinen ersten Langfilm Der Lebensversicherer (2006) sowohl auf den Berliner Filmfestspielen als auch auf dem Internationalen Filmfestival in Moskau Nominierungen und Auszeichnungen.

#### Rückblicke der Einwandererkinder im Dokumentarfilm
Ein Schwerpunkt der jungen Filmschaffenden in Deutschland mit türkischem Migrationshintergrund stellt neben publikumswirksameren Themen auch der Rückblick auf die Migration ihrer Eltern dar, vorzugsweise im Dokumentarfilm. Mit Mein Vater, der Gastarbeiter (1994) setzte Yüksel Yavuz seinem Vater Cemal schon in der ersten Hälfte der 1990er ein filmisches Denkmal. Bereits diese frühe Arbeit ist für eine mehr oder weniger versöhnliche Tendenz in den Filmen der nächsten Jahre zu diesem Thema beispielhaft:

„Hier die kurdische Landschaft, so intensiv fotografiert, dass man sie zu riechen und zu schmecken scheint. Dort die Werft, kalt, geschäftig und laut. Yüksel Yavuz fotografiert sie nicht in denunziatorischer Absicht, dazu hat er zuviel Respekt vor menschlicher Arbeit und Leistung. Er gewinnt dieser Atmosphäre aus Stahl und Schweißfunken poetische Bilder ab.“

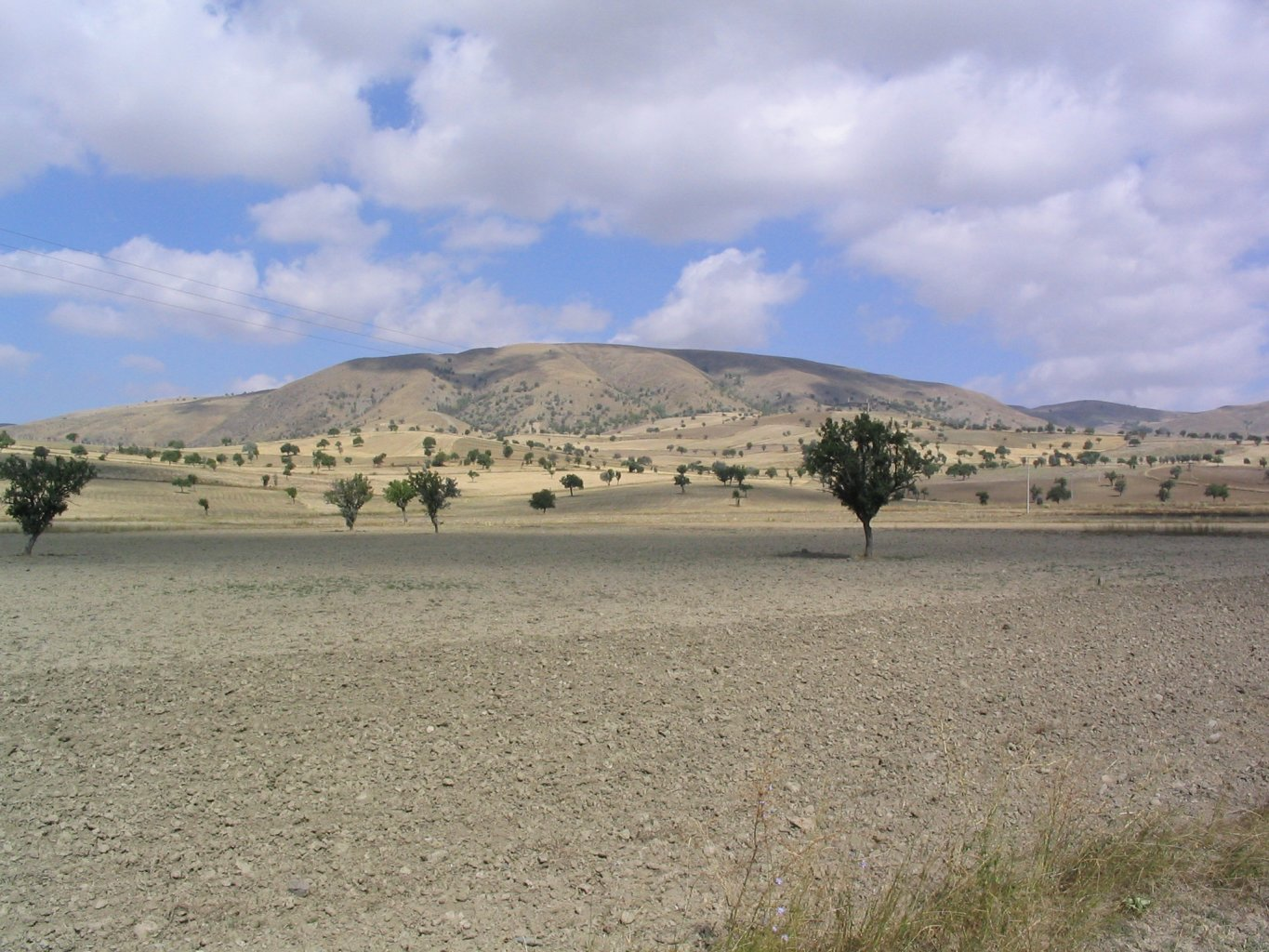
Schauplatz Zentralanatolien: Mein Vater, der Türke (2006)

Fatih Akıns rückwärts gestrickte Familiendoku Wir haben vergessen zurückzukehren (2001) gilt des Weiteren als Vorstudie zu dem 2002 erschienenen Spielfilm Solino (Drehbuch: Ruth Toma), der sich nunmehr der italienischen Einwanderungsgeschichte nach Deutschland widmet, aber in den durch den vorher entstandenen Dokumentarfilm nachweisbar auch Erfahrungen von Akıns Eltern mit eingeflossen sind. Eren Önsöz legte mit Import-Export – Eine Reise in die deutsch-türkische Vergangenheit (2005/2006) einen auf Festivals und im Fernsehen gezeigten Film vor, der ausgehend von der Arbeitsmigration der noch viel weiter zurückreichenden Geschichte deutsch-türkischer Beziehungen nachspürt. Der renommierte deutsche Dokumentarfilmer Marcus Vetter, der seinen türkischen Vater kaum gekannt hat, hat trotzdem 2006 mit Mein Vater, der Türke, der den Filmemacher auf Spurensuche nach seinen Wurzeln in Zentralanatolien führt, einen der wichtigsten Beiträge der letzten Zeit zu der Thematik beigesteuert.
Die bis dahin einzige großangelegte fiktionale Bearbeitung der türkischen Einwanderungsgeschichte nach Deutschland war der ein Jahr zuvor im Fernsehen gezeigte Zeit der Wünsche nach einem Drehbuch von Tevfik Başer. Das von Rolf Schübel inszenierte und von Kadir Sözen (der sich 1997 schon mit einem eigenen Film Winterblume der Thematik angenähert hatte) produzierte dreistündige Werk erhielt 2005 den Grimme-Sonderpreis des Publikums. Ein erfolgreicher Kinospielfilm, der sich der türkischen Einwanderung von der ersten Generation an widmete, folgte erst 2011 mit der Tragikomödie Almanya – Willkommen in Deutschland der Schwestern Yasemin und Nesrin Şamdereli.

#### Minderheitenkino im Minderheitenkino
Die Filme, die das Kino von Filmemachern mit türkischem Migrationshintergrund im deutschsprachigen Raum hervorbringt, berücksichtigen mit ihren Themen auch aus der Türkei eingewanderte Minderheiten, denen die Filmemacher zum Teil selbst angehören. Die internationale Beachtung beispielsweise eines im alevitischen Milieu angesiedelten deutsch-kurdischsprachigen Spielfilms wie Folge der Feder (2004) der zazaischen Filmemacherin Nuray Şahin, welcher in London uraufgeführt und in Deutschland wie in der Türkei ausgezeichnet und seitdem mehrfach im Fernsehen ausgestrahlt wurde, zeigt, dass auch ein „Minderheitenkino im Minderheitenkino“ Gehör finden kann. Durch die Beschäftigung mit einer eingewanderten Minderheit entstehen mehr und mehr trilinguale Filme, zu denen auch schon Yüksel Yavuz' Aprilkinder (1998) gehörte, aber auch der mit dem Prädikat „besonders wertvoll“ ausgezeichnete Meine Mutter, mein Bruder und ich!, der 2008 im Kino läuft. Letzterer stammt von Nuran David Calis, einem Sohn aus der Türkei eingewanderter armenisch-jüdischer Eltern, der schon einige Jahre höchst erfolgreich im deutschsprachigen Theaterbereich arbeitet. Insbesondere sind eine ganze Reihe politischer Filme mit spezifisch kurdischer Thematik von aus der Türkei stammenden Filmemachern in Deutschland zu registrieren, u. a. von den bereits erwähnten Filmemachern Ayşe Polat, Yüksel Yavuz sowie Karaman Yavuz. Schon der als erster kurdischsprachiger Spielfilm überhaupt geltende Ein Lied für Beko (1992) von Nizamettin Ariç war eine deutsche Produktion eines aus der Türkei stammenden Regisseurs gewesen.

#### Zum Beispiel Culture-Clash-Komödie

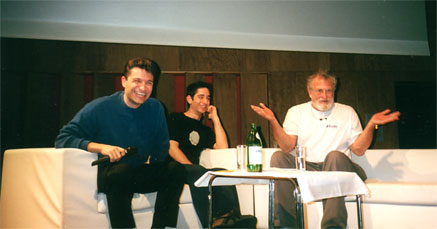
Denis Moschitto (Mitte): Süperseks und Kebab Connection (beide 2004)

Von den vielen Genres, die türkischstämmige Filmschaffende gerade in den letzten Jahren bedient haben, ist besonders die Culture-Clash-Komödie hervorzuheben, da sie in der deutschen Filmproduktion bis dahin quasi völlig unbekannt war. Diese Art der Komödie entwickelt aus dem Aufeinanderprallen unterschiedlicher Kulturen eine komische Spielhandlung (daher ihr Name). Lustbetonten „Culture Clash“ im jungen deutschen Film gibt es zwischen Deutschtürken und Türken in der Türkei wie in İdil Üners Kurzfilm Die Liebenden vom Hotel von Osman (2002), vor allem aber zwischen Minderheiten in Deutschland und angestammten Deutschen. Häufiger Dreh- und Angelpunkt dieser Filme sind interkulturelle Liebesgeschichten, so in dem Kino-Erfolg Kebab Connection (2004) nach einem lange zuvor geschriebenen Drehbuch von Fatih Akın und Ruth Toma (Motive daraus verwendete Sinan Akkuş schon 2002 für seinen Kurzfilm Lassie) und dem als „bester Fernsehfilm des Jahres 2006“ ausgezeichneten Meine verrückte türkische Hochzeit, einer quasi deutschen Version von My Big Fat Greek Wedding – Hochzeit auf griechisch (2002). Insbesondere das private Fernsehen in Deutschland hat den internationalen Trend dieser transnationalen Komödien früh aufgenommen und auf deutsch-türkische Realitäten übertragen, zum Beispiel mit Alles getürkt! von Yasemin Samdereli mit Bürger Lars Dietrich und Türkiz Talay. Dem öffentlich-rechtlichen Fernsehen gelang mit der Serie Türkisch für Anfänger (2006 ff.) später, das positiv-unterhaltsame „Gegenentwürfe für ein Zusammenleben der Kulturen“ liefernde Genre, erfolgreich für eine international ausgezeichnete deutsche Vorabendserie zu adaptieren. Daneben finden natürlich weiterhin auch die Schattenseiten des „Culture Clash“ ihre Darstellung im Film und Fernsehen der Migranten zweiter und dritter Generation: Ein 2006 besonderes Aufsehen erregendes Beispiel war der Fernsehfilm Wut von Züli Aladağ zum Thema Jugendgewalt. Der gleichsam mehrfach ausgezeichnete Kinofilm Chiko von Özgür Yıldırım zeigt 2008 Aufstieg und Fall junger Türken im Hamburger Drogenmilieu. Dass das Zusammenleben von verschiedenen Kulturgruppen in den letzten Jahren in Deutschland von vielen jedoch mehr und mehr als Normalität angesehen wird, zeigt sich darin, dass der bisweilen auch als Culture-Clash-Komödie eingeordnete letzte Fatih-Akın-Film Soul Kitchen (2009) vom Regisseur nunmehr schlicht als „Heimatfilm“ bezeichnet wurde und ihm viele Rezensenten darin auch folgten.

### Deutsch-türkischer, türkischer und deutscher Film
Nachdem das Kino junger türkischstämmiger Filmemacher in Deutschland lange Zeit in starkem Maße in die bundesrepublikanischen Filmförderungsstrukturen eingebunden war, so dass zum Teil auch von „Pflichtkino“ die Rede sein konnte, haben sich in den letzten Jahren einige Möglichkeiten eröffnet, die das migrantische Kino unabhängiger gemacht haben. Zum einen haben es die Erfolge seit 1998 einigen Filmemachern ermöglicht, eigene Produktionsfirmen zur Umsetzung ihrer Projekte aufzubauen; offensichtlich gut funktionierende Beispiele sind bzw. waren Fatih Akıns Corazón International, die inzwischen auch Filme weiterer Regisseure aus dem türkischen Zusammenhang produziert bzw. coproduziert hat (z. B. Chiko oder das Langfilmdebüt von Miraz Bezar Min dît, 2009), und die Yılmaz Arslan Filmproduktion, die unter anderem für den weithin beachteten Kurzfilm Angst isst Seele auf des iranischstämmigen Regisseurs Shahbaz Noshirs verantwortlich zeichnete.
Zum anderen hat das Ansehen, welches das deutsch-türkische Kino gerade auch in der Türkei in Zeiten der sowieso stattfindenden medialen Globalisierung zu einer besonders intensiven Kooperation zwischen Deutschland und dem „Herkunftsland“ der häufig schon in Deutschland geborenen türkischstämmigen Filmemacher geführt. Zwei aufsehenerregende Beispiele waren der von Deutschland mitproduzierte spätere Oscar-Vorschlag der Türkei für das Jahr 2008 Takva (2006) und der Einstieg des Kultur- und Tourismusministeriums der Republik Türkei beim größten interkulturellen Filmfestival in Deutschland Filmfestival Türkei/Deutschland 2006. Erwähnenswert ist in diesem Zusammenhang, dass auf der anderen Seite der in Deutschland 2001 zum Zweck des Kinoverleihs deutscher Fassungen türkischer Mainstreamfilme gegründete Filmverleih Maxximum Film Und Kunst nach großen Erfolgen in Europa nun auch begonnen hat, Filme deutscher Filmemacher zu fördern, zum Beispiel die Culture-Clash-Komödie Evet, ich will!, um diese dann wiederum auch in der Türkei in die Kinos zu bringen. Ein von dem kurdisch-türkischen Einwanderer Mehmet Aktaş in Berlin gegründeter Verleih Mitosfilm für Nahostkino produziert inzwischen ebenfalls selbst Filme seiner Sparte.

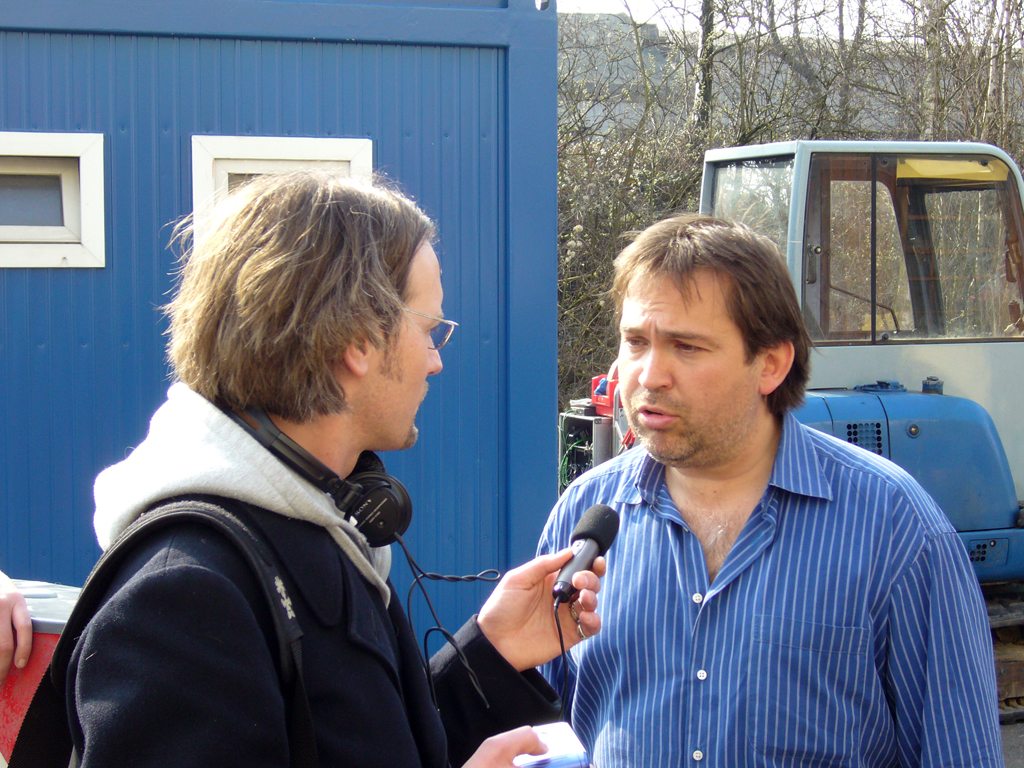
Adnan G. Köse: Sportlerbiografie Lauf um dein Leben (2008)

In den letzten Jahren ist aber auch nicht mehr zu übersehen, dass sich neben den häufig als „deutsch-türkische Filmemacher“ bezeichneten eine ganze Anzahl türkischstämmiger Menschen im Bereich des deutschsprachigen Films und Fernsehens etabliert hat, die aufgrund ihrer Themen weniger als „deutsch-türkisch“ wahrgenommen werden. Ein frühes Beispiel für Kulturleistungen dieser Gruppe ist der wenig erfolgreiche Film Felidae (1994), der auf dem allerdings höchst erfolgreichen Roman des türkischstämmigen Autors Akif Pirinçci beruhte. Weitere sind die Thriller des bereits erwähnten Mennan Yapo und Orkun Erteners Drehbücher zu mehreren Tatorten (In der Falle wurde mit dem Civis Medienpreis ausgezeichnet) und zuletzt für den ZDF-Serienerfolg KDD – Kriminaldauerdienst. Letzterem merkt man die Herkunft seines Autors allenfalls durch den kenntnisreich angelegten türkischstämmigen Kriminalkommissar Mehmet Kilic, der hier aber neben zahlreichen weiteren Kollegen ermittelt, an. Das erste große Filmprojekt von Adnan G. Köse Lauf um Dein Leben – Vom Junkie zum Ironman (2008) war eine Verfilmung der Lebensgeschichte des deutschen Ausnahmesportlers Andreas Niedrig mit Max Riemelt, Jasmin Schwiers, Uwe Ochsenknecht und Axel Stein. Der Sohn eines Türken und einer Deutschen hatte sich allerdings in seiner vorausgegangenen regionalen Theater- und Kurzfilmarbeit stark mit deutsch-türkischen Problemstellungen auseinandergesetzt, was auch im Langfilmdebüt spürbar bleibt. Bora Dagtekin, Headautor von Türkisch für Anfänger, schrieb dagegen bislang in erster Linie deutsche Film- und Fernsehkomödien, so den Til-Schweiger-Film Wo ist Fred? (2006), eine Staffel der RTL-Reihe Schulmädchen, den ProSieben Funny Movie Eine wie keiner (2008) oder die preisgekrönte Serie Doctor’s Diary (2008), ebenso wie die Schweizerin Güzin Kar, von der deutsche TV-Komödien wie Ein verlockendes Angebot (2006) stammen, die aber auch das Drehbuch zu dem Jugendfilmerfolg Die Wilden Hühner (2006) nach Cornelia Funke mitverfasste. Seyhan Derin führte neben ihren Filmprojekten in letzter Zeit Regie bei der erfolgreichsten deutschen Seifenoper Gute Zeiten, schlechte Zeiten.

## Künstlerische und inhaltliche Besonderheiten
Inhaltliche Schnittmengen, Mehrsprachigkeit und bisweilen ein türkischer Einfluss
Trotz der Vielstimmigkeit und Unterschiedlichkeit „deutsch-türkischen Kinos“ (der Homogenität suggerierende Begriff wird dem Gegenstand eigentlich kaum gerecht), sind doch einige „spezifische Gemeinsamkeiten“ auszumachen, welche die zu dieser „Gattung“ gerechneten Filme vom deutschen Kino, in der Binnendifferenzierung in bestimmten Punkten aber auch vom frühen Migranten- und Migrationskino unterscheiden. Selbst Arbeiten türkischstämmiger Filmemacher, die man aufgrund herkömmlicher deutscher Themen wenig einem deutsch-türkischen Kino zurechnen würde, zeichnen sich immerhin häufig durch eher differenziert gezeichnete Ausländerrollen (dann in den Nebencharakteren) aus.
Das augenfälligste gemeinsame Merkmal der Filme von und über Türken in Deutschland gerade auch in diesem Zusammenhang ist ihre Zwei-, bisweilen sogar Drei- oder Viersprachigkeit, neben Deutsch und Türkisch besonders häufig Kurdisch, aber auch Sprachen weiterer Minderheiten in der Türkei oder Universalsprachen wie Englisch. Dies hängt sicher mit den tatsächlichen Lebensrealitäten migrantischer Minderheiten in Deutschland zusammen: Auch „die Mehrheit (deutschtürkischer Filmemacher) wuchs zweisprachig auf, doch es ist schwer zu sagen, wer welche Sprache als seine bzw. ihre Muttersprache betrachtet“.
Darüber hinaus sieht Mark Terkessidis insbesondere in den ersten Filmen des 1998 „explodierenden“ jungen deutsch-türkischen Kinos inhaltlich-gestalterische Gemeinsamkeiten, zum Beispiel eine im Vordergrund stehende „Subjektivität junger Männer in der »Überlebenssubkultur«“, in die sich die gesamte Produktion um 1999 einordnen ließe. Ebenso sei ein Charakteristikum in dieser Phase, „dass angesichts der Qualität der Ausgrenzung in der Bundesrepublik die Kämpfe von Migranten offenbar (noch) nicht gewonnen werden können“. So endeten viele Filme entweder mit Tod, Gefängnis oder Rückkehr. Wenn letzteres heute so nicht mehr kategorisch zutrifft, ist doch die von Terkessidis beschriebene „Subjektivität“ im deutsch-türkischen Film um 1998/1999 in eine weiterreichende Kategorie, nämlich die des bereits angesprochenen „Kinos des anderen Blicks“ einzuordnen: Mehr als im herkömmlichen deutschen Film geht es in den Filmen der Deutschtürken um Durchmischungen von Kulturen und Prozesse der Begegnung. Die Mär vom Leben zwischen zwei Kulturen wird als Erklärungsversuch dieses Phänomens inzwischen aber weitgehend abgelehnt, sondern vielmehr selbstverständlich von transnationalen Sichtweisen gesprochen.
Die neuere Forschung wies überdies nach, dass im Erzählerischen der Umgang mit Hybridität und Performativität im jungen deutsch-türkischen Kino charakteristische Deckungsgleichheiten aufweist:

„Wenn in der kolonialen oder alten Diaspora Widerstands-, Leidensgeschichten und Heimatverlust, hier bedeutet Diaspora Zerstreuung und Dispersion einer Ursprünglichkeit und Zugehörigkeit, im Vordergrund standen, so steht der neue Diasporabegriff für narrative Neukonstitutionen von Subjekt und Kultur, die performativ und hybrid keine Trauerarbeit mehr leistet.“

In den Filmen werde vielmehr „globale Orientierung und Identitätsbildung gelebt und jungen Weltbürgern nahe gelegt“.

„Die bilaterale Erfahrung […], bei der das Emigrantenkino in seiner ersten Phase stehenbleiben musste, scheint in eine grundsätzlich transnationale Offenheit überzugehen. Damit wäre nicht nur der Identitätsschock erwachsen werdender Migrantenkinder therapiert, sondern die globalisierende Erziehung des Menschengeschlechts empfohlen und angeleitet.“

Künstlerisch-ästhetische Spezifika innerhalb des deutsch-türkischen Kinos auszumachen, ist angesichts der Fülle der vorhandenen Produktionen kaum mehr möglich. Vielmehr muss angemerkt werden, dass die Bandbreite der Stile dem Länderkino ähnlich ist: Fatih Akın zeigt sich bekanntermaßen beeinflusst vom amerikanischen Genrekino, Thomas Arslan steht in der Tradition der französischen „Nouvelle Vague“ – dies nur um die Gegensätzlichkeit allein zwischen zwei der erfolgreichsten Filmemacher aufzuzeigen. Eine spezifische Besonderheit stellt allenfalls der hier und da spürbare Einfluss der im deutschsprachigen Raum (nicht aber international) bis dahin relativ bedeutungslosen Filmkultur der Türkei auf deutsche Filmemacher türkischer Abstammung dar. Dieser macht sich am ehesten poetologisch bemerkbar. So werden zum Beispiel konzeptionelle Details bezüglich der Erzählstruktur schon des ersten deutsch-türkischen Films 40 qm Deutschland als der „narrativen Vorliebe – oder Schwäche – für das türkische Melodrama entsprungen“ beschrieben. Die Kenntnis des türkischen Kinos und türkischer Sehgewohnheiten wird von der heutigen Filmemachergeneration vor allem als Gewinn gesehen. Fatih Akın gibt in dem Dokumentarfilm Tagebuch eines Filmreisenden (2007) zum Beispiel an, so bei der Konzeption seiner Werke neben der deutschen und „deutsch-türkischen“ Rezeption bewusst auch eine mögliche Aufnahme in der Türkei mit berücksichtigen zu können. Dieser transnationale Ansatz begründe auch den Erfolg deutsch-türkischer Filme in weiteren Ländern.

## Bedeutung für das Länderkino
Vom politisierenden Moment zum Aushängeschild sowie kulturelle Grundlage von Integration
Deutsch-türkisches Kino entfaltet sowohl in Deutschland als inzwischen auch in der Türkei neben seiner künstlerischen Bedeutung (Erneuerung der Filmlandschaften) zudem eine gesellschaftliche Wirkung. Aus diesem gesellschaftspolitischen Phänomen heraus resultiert eine gewisse Verantwortung. Denn genauso wie diese Filme seit jeher die Chance in sich trugen, Vorurteile zwischen einer deutschgeprägten Mehrheitsgesellschaft und seiner türkischen Minderheit (oder jetzt auch zwischen der Türkischen und ihren Minderheiten) abzubauen, können sie zur Verfestigung derselben führen, dadurch, dass auf eine Minderheit Projiziertes von einer Mehrheitsgesellschaft eben „schnell verallgemeinert“ wird. Filme, die sich „jenseits von Vorurteilen, Ideologien, Befangenheiten […] gegenüber Freunden, Fremden, Ländern und Kulturen“ positionieren können und dabei dennoch nicht unpolitisch sind, nehmen ihre Verantwortung in besonderer Weise wahr. Insbesondere wird in der Fachliteratur die Wichtigkeit von „Identifikationsangeboten […], die den kulturellen Kontext der Figur(en) in den Hintergrund treten lassen und ihre Positionierung(en) als Subjekt(e) hervorheben“ genannt.
Das Evidentwerden eines so bezeichneten deutsch-türkischen Kinos riss Kritiker schon Ende der 1990er Jahre vereinzelt zu der Ansicht hin, „Türken (wären) die einzigen, die in Deutschland (…) politische Gegenwartsfilme machen“. Filmwissenschaftler gestanden den Werken deutschtürkischer Filmemacher später immerhin zu, die Tendenz zur Politisierung des deutschen Films, der zuvor längere Zeit von Unterhaltungskomödien bestimmt war, merkbar verstärkt zu haben. Darüber hinaus wurde in den letzten Jahren im deutsch-türkischen Film als eine der international besonders beachteten Teildisziplinen der interkulturellen Literaturen Europas Beitrag zur Europäischen Einigung gesehen. Ein Hinweis darauf gab auch die erste Verleihung des europäischen Filmpreises Lux durch das Europaparlament 2007 an die deutsch-türkische Produktion Auf der anderen Seite (2007), die weltweit ganz oben auf den Lieblingslisten der Filmkritiker zu finden war.
Laut einem 2008 aktuellen Forschungsprojekt zur „Narrativen Diaspora in der deutsch-türkischen Literatur und im deutsch-türkischen Film“ an der Universität Konstanz haben die explizit deutschen Geschichten, die deutsch-türkisches Kino und deutsch-türkische Literatur in den letzten Jahren erzählt habe, zudem „kulturelle Wissensformationen in die deutsche Kunstproduktion und Geschichte eingeschrieben“, was das deutsche Kino „zu Beginn des 21. Jahrhunderts grundlegend verändert hat und noch verändern wird“. Es wird in diesem Zusammenhang vor allem auf einen Einfluss des deutsch-türkischen Filmes in kulturtheoretischer und in poetologischer Hinsicht hingewiesen.

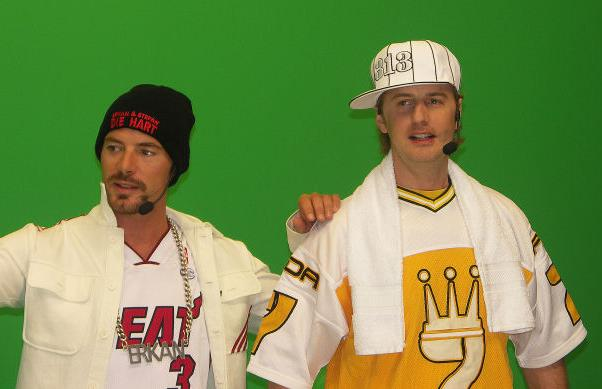
Erkan und Stefan (2006)

Darüber hinaus hat das Kino türkischstämmiger Filmschaffender, selbst wenn die Fortsetzung stereotyper Rollen bis heute ebenso stattfindet, positiven Einfluss auf eine realistische „Ausländer“-Darstellung im deutschen Film- und Fernsehen gehabt: insbesondere die mit dem Einsetzen des „deutsch-türkischen Kinobooms“ von Tayfun Bademsoy als „Foreign Faces“ gegründete Schauspielagentur International Actors, macht dies auch strukturell deutlich. In Deutschland sei es „häufig üblich (gewesen), nur wegen seiner Nationalität engagiert zu werden und dann Klischees zu bedienen.“ Auch-Schauspieler Fatih Akın stützt diese Einschätzung, wenn er angibt, 1995 unter anderem deshalb begonnen zu haben, eigene Filme zu drehen, „weil er nicht länger den immer gleichen ‚Türken vom Dienst‘ spielen wollte“. Ein prominentes Beispiel für Bewusstseinsveränderungen auch auf Seiten deutscher Schauspieler ist die Wandlung eines Komikers wie John Friedmann, der zunächst jahrelang erfolgreich den klischeebeladenen Proll-Türken Erkan mimte (vgl. auch den Vorläufer Taxi Sharia), bevor er ab 2007 in Filmen türkischstämmiger Regisseure dieses Image wirkungsvoll zu brechen begann, indem er nunmehr plötzlich Ausländerrollen bar jeden Klischees darstellte.
Zahlreich mit nationalen Preisen ausgezeichnet stehen Filme und Produktionen deutsch-türkischer Filmemacher und Filmautoren inzwischen häufig für eine besondere Qualität innerhalb des deutschen Film- und Fernsehschaffens. 2008 wurden beispielsweise so unterschiedliche Produktionen wie Eine andere Liga (2005) oder die Krimiserie KDD – Kriminaldauerdienst (2007) mit dem Grimmepreis ausgezeichnet. Im Jahr zuvor waren es u. a. Wut und Türkisch für Anfänger. Diese wenigen Werke sollen nur stellvertretend für die überaus zahlreichen nationalen Ehrungen von deutsch-türkischen Filmemachern aber auch generell Filmen deutsch-türkischer Themen seit Anfang des Jahrtausends, sei es beim Grimme-Preis, auf der Berlinale, beim deutschen Filmpreis oder weiteren wichtigen Filmfesten, genannt sein.
Aus internationaler Sicht tragen heute Regisseure wie Fatih Akın sehr zum Renommee des deutschen Films bei. In der Türkei hatte sein Film von 2007 Auf der anderen Seite, eigentlich ein Arthaus-Film, einen Kinostart ähnlich einem Blockbuster. Die Ansicht „Some of the richest films coming out of Germany at present are directed by German-Turkish (Turkish-German?) filmmakers“ wird von dem Filmprofessor Roger Hillman (Australian National University) vertreten, in Frankreich gilt Akın schon seit Gegen die Wand vielen ohnehin gar als „der wichtigste europäische Regisseur“ überhaupt. Darauf, dass das Kino türkischstämmiger Filmemacher inzwischen auch in der Bundesrepublik als besonderes Aushängeschild des nationalen Kinos gesehen wird, weisen auch die jüngsten offiziellen deutschen Einreichungen für den Oscar für den „Besten fremdsprachigen Film“ hin: 2008 mit Auf der anderen Seite, ein in Deutschland und der Türkei produzierter Film und Die Fremde (Regie: Feo Aladag) 2010, der von Züli Aladag produziert wurde.
Durch den deutlichen Anstieg eben solcher deutsch-türkischer Koproduktionen, an denen türkischstämmige deutsche Filmschaffende maßgeblich beteiligt sind, sind in den letzten Jahren ebenso direkte Auswirkungen auf das türkische Kino zu verzeichnen, die jedoch noch nicht eingehender untersucht wurden. Als Beispiele seien hier nur Neco Çeliks (laut Vanity Fair der „Spike Lee Deutschlands“) Inszenierung des türkischen Spielfilms Kisik ateste 15 dakika (2006) und Fatih Akıns bereits erwähnte Koproduktionen der Jahre 2006 und 2007 sowie seine und Birol Ünels Mitwirkung als Hauptdarsteller an dem türkischen Ensemblefilm Diebstahl alla turca (2005) genannt. Laut Einschätzung Lennart Lehmanns von Qantara.de ist das „türkische Kino, sowohl in der Türkei als auch in Deutschland, […] in Bewegung. Die Entwicklung scheint völlig offen.“